# 신명조체
신명조체(新明朝體)는 한글 글꼴의 한가지이다.

## 설명
이 서체를 개발한 사람은 최정호이다. 이 서체는 1979년부터 개발해 1985년에 완성했다. 
신명조체는 처음에 크게 많이 사용하지는 못했으나, 나중에 〈샘이 깊은 물〉이라는 잡지를 통해서 사용되기 시작하였다. 
현재 신명조체는 컴퓨터와 인터넷을 통해서 다양한 변형종들을 낳았으며, 본문이나 제목에서 널리 사용되고 있다.  
특징은 붓글씨의 형태를 지녔으나, 현대적으로 글자간격을 줄이게 디자인 한 것이 특징이다.